# Хотюхівська сільська рада
Хотюхівська сільська рада (біл. Хацюхоўскі сельсавет) — адміністративно-територіальна одиниця в складі Крупського району розташована в Мінській області Білорусі. Адміністративний центр — Хотюхове.
Хотюхівська сільська рада розташована на межі центральної Білорусі, в східній частині Мінської області орієнтовне розташування — супутникові знимки [Архівовано 25 серпня 2011 у WebCite], на північний захід від районного центру Крупки.
До складу сільради входять 21 населений пункт:
- Біле • Великі Жаберичі • Велике Осове • Велике Осове (хутір) • Брище • Докудове • Запруддя • Ігрище • Клен • Козубець • Кристоповщина • Мале Хотюхове • Малі Жаберичі • Невіровщина • Нові Щаври • Осовець • Підбереззя • Прикленок • Старі Щаври • Хотюхове • Шиялівка.

Рішенням Мінської обласної ради депутатів від 28 травня 2013 року, щодо змін адміністративно-територіального устрою Мінської області, до сільської ради було приєднано села Нацької сільської ради — Борок • Запілля • Колос • Мале Осове • Нача • Плавуще Галоє • Приямино.